# Dolichopeza (Nesopeza) linearis
Dolichopeza (Nesopeza) linearis is een tweevleugelige uit de familie langpootmuggen (Tipulidae). De soort komt voor in het Oriëntaals gebied.